# Bernart de Durfort
Bernart de Durfort (fl. XIII secolo) è stato un trovatore originario di Durfort (Cantone di Lauzerte), attivo tra la fine del XII e l'inizio del XIII secolo.
Il suo nome figura in documenti che vanno dal 1199 al 1246. Avrebbe composto una tenzone umoristica o forse sirventese sui pregi messi a confronto di donne giovani e vecchie.
Secondo la sua vida, Bernart era molto probabilmente un congiunto Raimondo V di Tolosa (1148-1194), con il quale godeva di una certa intima complicità dato che si chiamavano reciprocamente con il senhal di N'Albert (Don Alberto). Bernart avrebbe proditoriamente venduto al re d'Inghilterra, per 300 marchi, il castello di Brassac, nel Quercy, che aveva avuto in commenda dal suo signore.